# Arlon
Arlon (tiếng Đức: Arel, tiếng Hà Lan: Aarlen) là một đô thị của Bỉ tọa lạc ở tỉnh Luxembourg, vùng Wallonie, là thủ phủ tỉnh này. Dù cư dân ở đây sử dụng tiếng Đức, đô thị này lại không thuộc cộng đồng nói tiếng Đức ở Bỉ.
Đô thị Arlon gồm các đô thị cũ Autelbas (tiếng Luxembourg: Nidderälter), Autelhaut, Barnich, Bonnert (Bunnert), Clairefontaine, Fouches, Frassem, Freylange, Guirsch (Giisch), Heckbous, Heinsch (Häschel), Sampont, Sesselich, Seymerich, Sterpenich, Toernich (Täernech), Udange, Viville, Waltzing, và Weyler.

## Cư dân địa phương nổi bật
- Johann Kaspar Basselet von La Rosée, tướng Bavaria (1710–1795)
- Godefroid Kurth, nhà sử học (1847–1916)
- Benoît Lamy, đạo diễn phim (1945-2008)
- Ingrid Lempereur, vận động viên bơi lội (1969)

## Thành phố kết nghĩa
- Pháp: Saint-Dié-des-Vosges
- Luxembourg: Diekirch
- Đức: Bitburg
- Hoa Kỳ: Sulphur, Louisiana
- Pháp: Hayange
- Ý: Alba
- Anh Quốc: Market Drayton